# Setacera jamesi
Setacera jamesi är en tvåvingeart som beskrevs av Wayne N. Mathis 1982. Setacera jamesi ingår i släktet Setacera och familjen vattenflugor. Inga underarter finns listade i Catalogue of Life.